# Max von Poosch

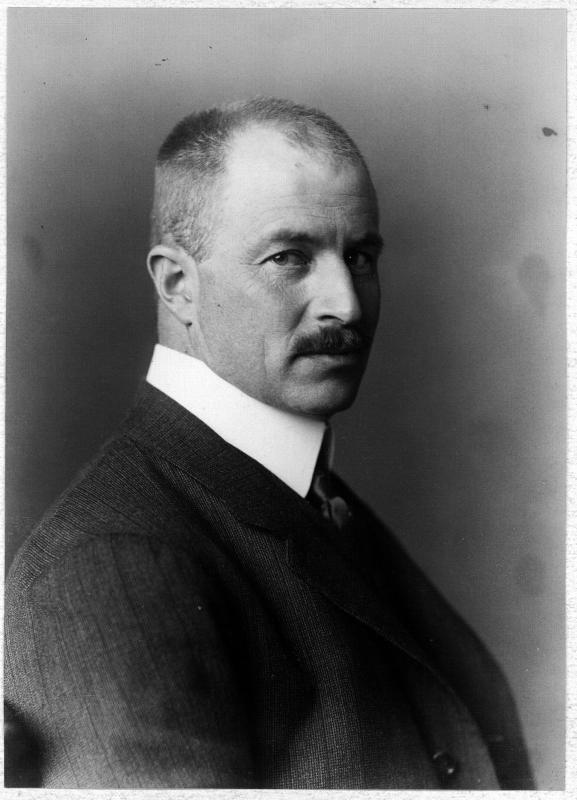
Max von Poosch

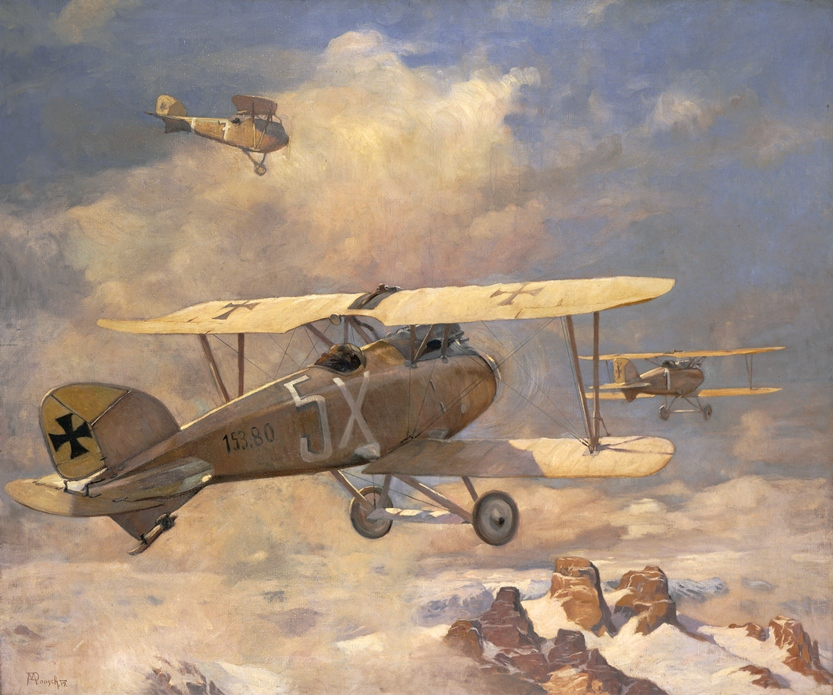
Kampfstaffel D3 über der Brenta-Gruppe, 1917

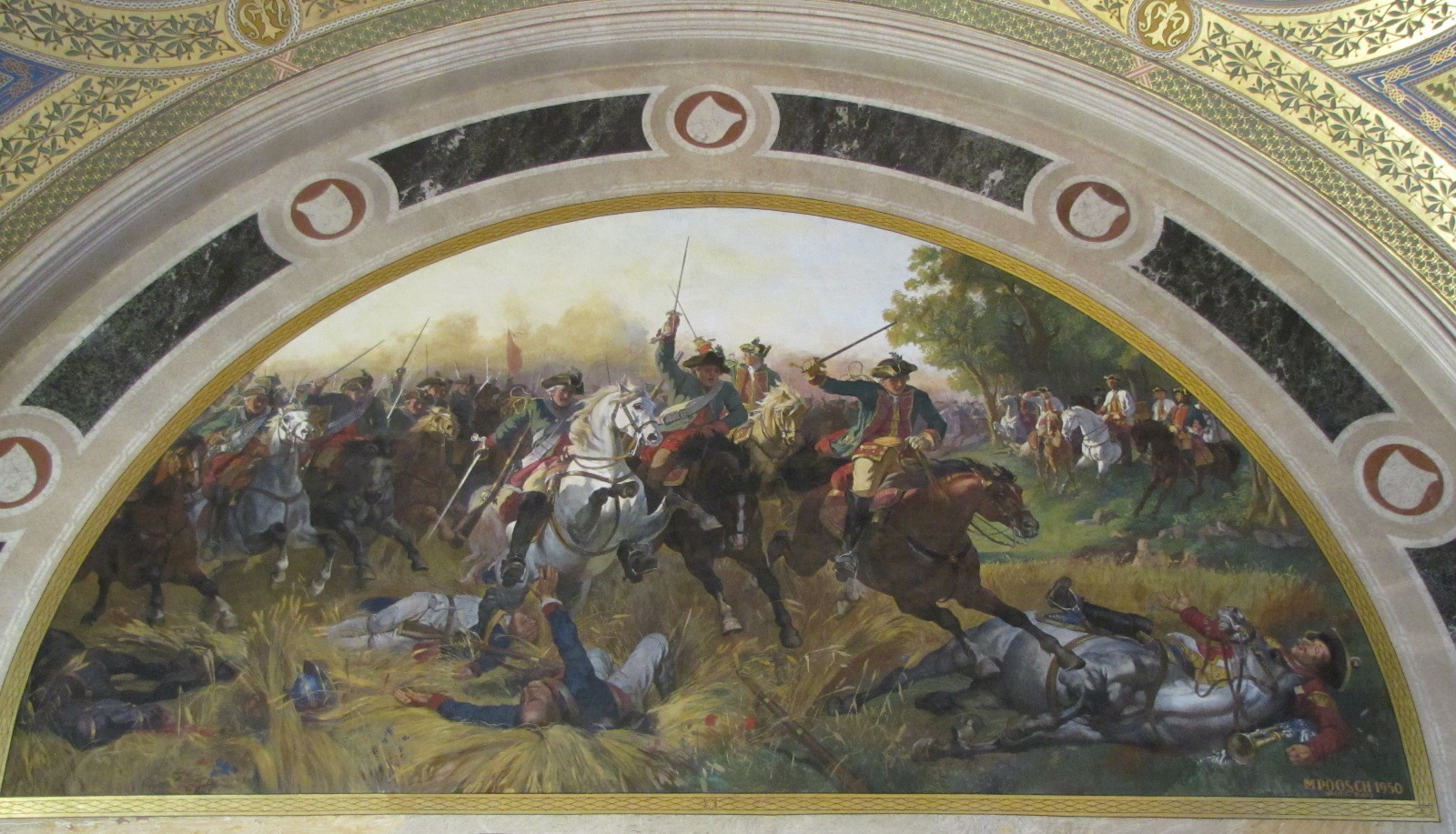
Die Schlacht bei Kolin, Fresko im HGM.

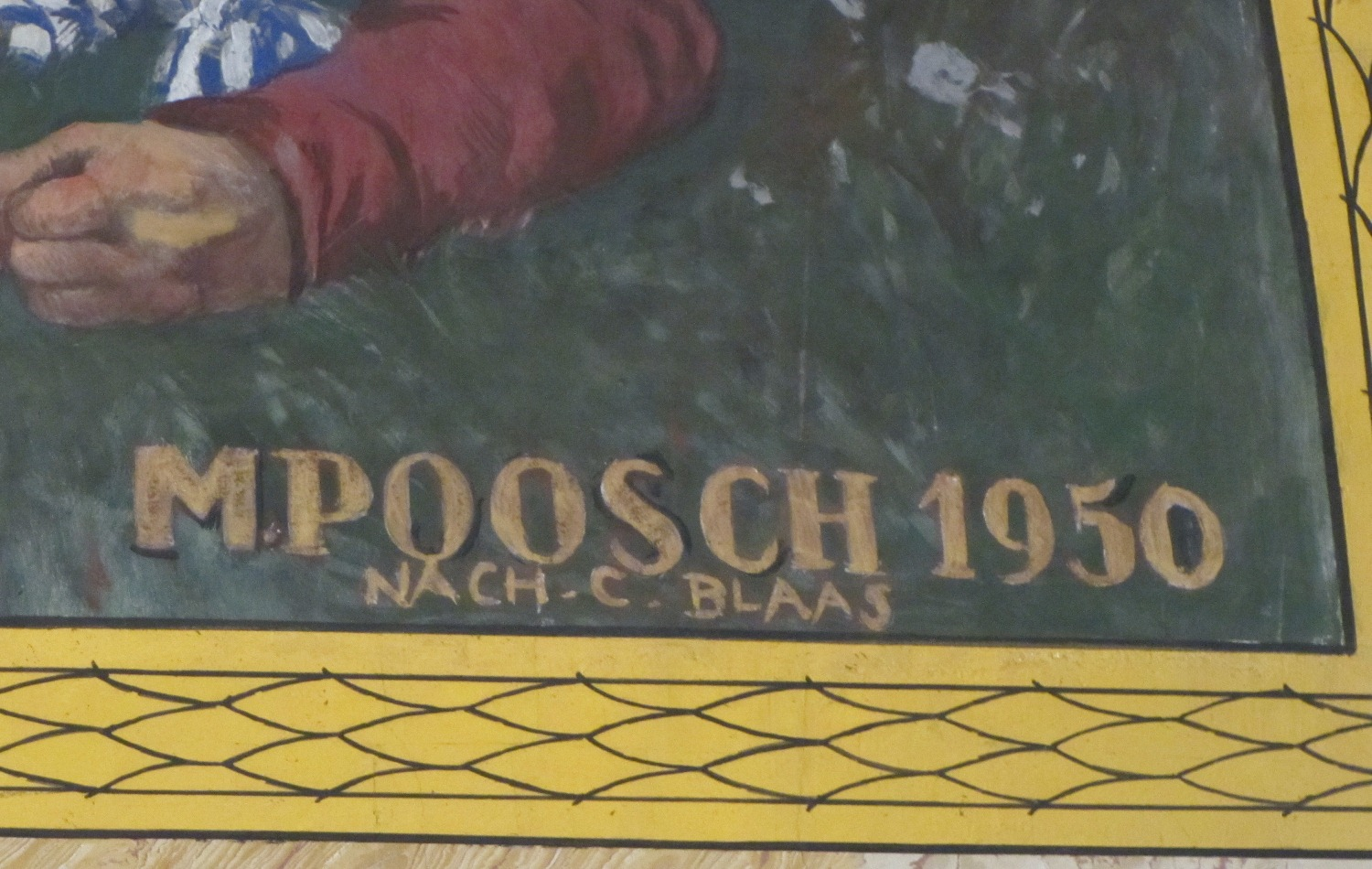
Die Schlacht von Kolin, Detail Signatur.

Max Edler von Poosch (* 16. Juni 1872 in Pula; † 23. März 1968 in Wien, auch Max von Poosch-Gablenz) war ein österreichischer Porträt-, Landschafts- und Kriegsmaler.

## Leben
Als Sohn eines k.u.k. Marineoffiziers wurde er in der österreichischen Seehafenstadt Pula geboren. Ab 1889 studierte er an der Wiener Akademie unter Franz Rumpler, später auch an der Weimarer Kunstschule bei Carl Frithjof Smith. Studienreisen führten ihn nach Italien, Belgien, Niederlande und Skandinavien. Poosch war Mitglied und Juror der Genossenschaft der bildenden Künstler Wiens.
Als Reserveoffizier in den Ersten Weltkrieg eingezogen, diente Poosch als Kommandant einer schweren Haubitzbatterie an der russischen Front. Im Herbst 1915 bewarb er sich um einen Posten als Kriegsmaler in der Kunstgruppe des k.u.k. Kriegspressequartiers und wurde am 20. Oktober 1915 aufgenommen. Im Hauptmannsrang malte er zunächst Bilder der Donauflottille. Im Frühjahr 1916 arbeitete er auf dem albanischen Kriegsschauplatz, später an der Italienfront in Südtirol (Ortlergebiet, Valsugana). Im November hielt er sich bei den k.u.k. Luftfahrtruppen der 11. Armee im Sugana-Abschnitt auf. Im Mai 1918 wurde Poosch mit dem Ritterkreuz des Franz-Joseph-Ordens mit Kriegsdekoration und Schwertern ausgezeichnet. Bis September 1918 wurde er in den Standeslisten des Kriegspressequartiers geführt.
Von 1938 bis 1944 hielt er sich in Berlin auf. Poosch stellte 1939, 1940 und 1942 im Rahmen der Großen Deutschen Kunstausstellung im Haus der Deutschen Kunst in München aus. Werke von ihm wurden für das geplante Führermuseum in Linz angekauft.
Nach dem Krieg erhielt er den Auftrag, die durch einen Luftangriff 1944 teilweise zerstörten Fresken in der Ruhmeshalle des Heeresgeschichtlichen Museums, die ursprünglich von der Hand des Karl von Blaas stammten, wiederherzustellen. Da die Originalvorlagen von Blaas noch erhalten waren, konnte er die Fresken exakt im ursprünglichen Zustand wiederherstellen. Die Arbeiten waren Anfang der 1950er Jahre abgeschlossen.
Seine letzte Ruhestätte liegt auf dem Dornbacher Friedhof in Wien.

## Auszeichnungen
- Füger-Medaille in Silber[9][10]
- Große Goldene Staatsmedaille[11]
- Goldene Medaille, Düsseldorf[8]
- Grosser Künstlerpreis[8]
- Reichel-Preis[8]
- Lorbeerzweig des Künstlerhauses Wien[10]